# تخطيط طلب العملاء
تخطيط طلب العملاء هو عملية تخطيط أعمال تمكن فرق المبيعات من تطوير توقعات الطلب كمدخلات في عمليات تخطيط الخدمة والإنتاج وتخطيط المخزون وتخطيط الإيرادات.

## تعريف
يعتبر تخطيط الطلب جانبًا مهمًا في إدارة سلاسل القيمة . بشكل عام، فإن الخطوة الأولى من التخطيط هي توقع الطلب على المنتج. يمكن للمدير تخطيط نشر الموارد وفقًا للتوقعات الناتجة.
المخاطر المرتبطة بهذه الطريقة هي: دقة تنبؤ منخفضة وأعداد المخططين المطلوبة. ولهذا الغرض أنشئت العديد من أنظمة البرمجيات من قبل شركات عالمية متخصصة والتي صممت لتنبؤ الطلبات وتخطيط العمليات. ولاختبار القيمة المضافة لتنفيذ النهج التصاعدي، توفر تطبيقات SAP APO وظائف المحاكاة لتقدير دقة توقعات الطلب الناتجة (على سبيل المثال مبيعات نقاط البيع فواتير المبيعات ؛ الشحنات، الخ )

### اكتشاف الأسواق
تختلف التحديات والتعقيدات التي يواجهها بائع التجزئة بعض الشيء عن التحديات التي يواجهها الموردون (المنتجون والموزعين). لذلك، تختلف تقنية إدارة الطلب على التاجر إلى حد ما عن العلامة التجارية أو الشركة المصنعة من ناحية العرض. يهدف تخطيط الطلب إلى مطابقة منطق تخطيط العرض الخاص بالعميل وينطوي على تعاون من نوع . تشمل المكونات الرئيسية لإدارة الطلب تجربة العملاء، وإنشاء الطلب، وتحسين المخزون والتسعير، وإدارة القنوات، وتوفير المصادر، وتحسين النقل والممارسات المتقدمة في التكنولوجيا.